# Dieter Dengler

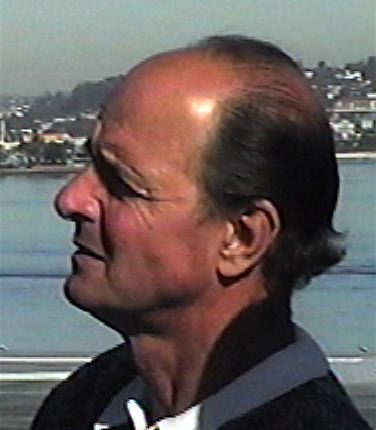
Dieter Dengler

Dieter Dengler (ur. 22 maja 1938, zm. 7 lutego 2001) - był pilotem US Navy w czasie wojny wietnamskiej. Został zestrzelony w trakcie misji nad Laosem i dostał się do niewoli. Był jednym z dwóch więźniów spośród siedmiu, którzy przeżyli po ucieczce z obozu jenieckiego. Został uratowany po 23 dniach. Jego wojenne przeżycia zostały przedstawione w filmach Wernera Herzoga, dokumentalnym Ucieczka z Laosu i fabularnym Operacja Świt.